# Baranski-Vulkan
Der Baranski-Vulkankomplex (russisch Вулкан Баранского, benannt nach Nikolai Baranski; auch bekannt unter dem Namen Sashiusu-dake) liegt an der Pazifikküste Russlands im zentralen Teil der Insel Iturup und besteht aus einem erodierten Vulkan aus dem Pleistozän sowie aus einem darüberliegenden Schichtvulkan aus dem Holozän. Der Gipfelbereich wird durch einen Lavadom sowie einer von Norden nach Westen ausgerichteten Kette von mehreren Kratern gebildet. Mehrere Lavaströme erreichten im Südosten des Vulkans auf einer breiten Front die Pazifikküste. Der einzige historisch bekannte Ausbruch ereignete sich 1951, als von der lokalen Bevölkerung über explosive Aktivitäten im Gipfelbereich berichtet wurde, wo noch heute Solfataren-Aktivität beobachtet werden kann. An der Südwestflanke befindet sich ein Gebiet mit thermischer Aktivität, heißen Wasserquellen und Geysiren. 